# Вторая сборная России по футболу
Вторая сборная России по футболу (также известна как Россия Б и Россия-2) — вторая национальная сборная команда России, которая до октября 2012 года являлась ближайшим резервом основной сборной страны. Управлялась и контролировалась Российским футбольным союзом.

## История
Официально вторая сборная России была создана 1 июля 2011 года. Она была задумана для просмотра игроков, которые считаются кандидатами в первую сборную страны. Планировалось, что в основном, команда будет проводить матчи со вторыми сборными других стран.
После распада Советского Союза, который в своё время имел вторую сборную, российские футболисты, заявленные как вторая сборная, провели в период с 1993 по 2004 год 10 матчей — 2 победы, 4 ничьи, 4 поражения, разность мячей 13—14. В первых трёх играх сборная была представлена клубом «Локомотив» (Москва).
В 1997 году на Кубке чемпионов Содружества сыграла сборная клубов России (тренер — Борис Игнатьев), факт позиционировался также как «возрождение второй сборной России». Также сборная клубов России принимала участие в Кубке чемпионов Содружества 2010 (тренер — Игорь Колыванов). Оба раза участвовала в турнире вне конкурса.
Свой первый матч после официального создания вторая сборная России провела 10 августа 2011 года против молодёжной сборной России в Нижнем Новгороде. Последним главным тренером России Б являлся Юрий Красножан. После смены руководства РФС и перехода Красножана в «Кубань» было решено прекратить проект второй сборной из-за недостаточного финансирования.

## Матчи
| Дата            | Город                        | Соперник       | Счёт | Тренер России-2           | Игроки, забившие за Россию-2                        |
| --------------- | ---------------------------- | -------------- | ---- | ------------------------- | --------------------------------------------------- |
| 21 января 1993  | Мадрас, Индия (н)            | Румыния-2      | 1:1  | Юрий Сёмин                | Сабитов 16'                                         |
| 25 января 1993  | Мадрас, Индия (н)            | Боливия        | 2:1  | Юрий Сёмин                | Никулкин 19', Гарин 26'                             |
| 29 января 1993  | Мадрас, Индия (н)            | КНДР           | 0:1  | Юрий Сёмин                |                                                     |
| 23 декабря 1994 | Бильбао, Испания (г)         | Баскония       | 0:1  | Павел Садырин, Юрий Сёмин |                                                     |
| 1 августа 1995  | Москва, Россия (д)           | Россия         | 4:2  | Олег Романцев             | Маслов 18', Шмаров 33', Косолапов 66', Аленичев 68' |
| 4 августа 1998  | Москва, Россия (д)           | Россия         | 1:2  | Анатолий Бышовец          | Кульков 10'                                         |
| 6 октября 1999  | Москва, Россия (д)           | Германия-2     | 1:1  | Сергей Павлов             | Терёхин 73'                                         |
| 4 сентября 2003 | Ален, Германия (г)           | Германия-2     | 2:3  | Юрий Смирнов              | Шаронов 35', Корчагин 63'                           |
| 27 апреля 2004  | Раменское, Россия (д)        | Германия-2     | 1:1  | Юрий Смирнов              | Панов 19'                                           |
| 18 августа 2004 | Костанай, Казахстан (г)      | Казахстан      | 1:1  | Юрий Смирнов              | Гогниев 4'                                          |
| 10 августа 2011 | Нижний Новгород, Россия (д)  | Россия (мол.)  | 2:1  | Юрий Красножан            | Игнатьев 17', Ионов 82'                             |
| 5 сентября 2011 | Брянск, Россия (д)           | Беларусь (ол.) | 0:0  | Юрий Красножан            |                                                     |
| 10 октября 2011 | Минск, Беларусь (г)          | Беларусь (ол.) | 3:2  | Юрий Красножан            | Прудников 17', Садаев 32', Ионов 50'                |
| 12 ноября 2011  | Грозный, Россия (д)          | Литва          | 2:0  | Юрий Красножан            | Самсонов 10', Ещенко 41'                            |
| 15 августа 2012 | Набережные Челны, Россия (д) | Бельгия U-19   | 4:0  | Юрий Красножан            | Ионов 28', Сапета 45', Панченко 69', Дядюн 71'      |
| 9 сентября 2012 | Ростов-на-Дону, Россия (д)   | Турция (мол.)  | 4:1  | Юрий Красножан            | Ионов 69', Сапогов 77', Панченко 89', Рыков '90+5   |

1. ↑  Первым указано число голов, забитых в ворота соперников.

- д — матч в России
- г — матч на поле соперника
- н — матч на нейтральном поле